# Leptosuctobelba monofenestrella
Leptosuctobelba monofenestrella är en kvalsterart som beskrevs av Chinone 2003. Leptosuctobelba monofenestrella ingår i släktet Leptosuctobelba och familjen Suctobelbidae. Inga underarter finns listade i Catalogue of Life.